# Holstein Kiel
Holstein Kiel je nemški nogometni klub iz Kiela. Ustanovljen je bil 7. oktobra 1900 in aktualno igra v 2. Bundesligi.